# الكسندر كونيغ
الكسندر كونيغ (بالألمانية: Alexander Koenig)‏ هو عالم زواحف وعالم طيور ألماني، ولد في 20 فبراير 1858 في سانت بطرسبرغ في روسيا، وتوفي في 16 يوليو 1940 في Klocksin ‏ في ألمانيا.